# Tutto il calcio minuto per minuto
Tutto il calcio minuto per minuto è una popolare trasmissione radiofonica di Rai Radio 1 dedicata alle radiocronache in diretta del campionato italiano di calcio, ideata nel gennaio 1960 da Guglielmo Moretti, insieme a Roberto Bortoluzzi, che ne divenne anche il primo conduttore, Sergio Zavoli e Giorgio Boriani.

## Storia
Il programma nacque durante la stagione calcistica 1959-60. Moretti prese spunto dalla trasmissione radiofonica francese Sports et Musique, nella quale cronisti-inviati commentavano in diretta dai campi di gioco le partite del campionato nazionale di rugby a 15. Le trasmissioni iniziarono in via sperimentale nel 1959, mentre il debutto ufficiale avvenne alle 15:15 di domenica 10 gennaio 1960. Tra le partite trasmesse in quella prima puntata spiccano Milan-Juventus, commentata da Nicolò Carosio (che dopo appena cinque minuti annunciò il gol del bianconero Gino Stacchini, il primo nella storia della trasmissione) e Bologna-Napoli, commentata da Enrico Ameri.
Il programma fu anche una sperimentazione per la trasmissione multipla a microfono aperto di diversi eventi in contemporanea, in preparazione dei Giochi della XVII Olimpiade di Roma del 1960, evento globale trasmesso televisivamente e radiofonicamente dalla Rai.
La struttura di base, rimasta inalterata nel corso dei decenni, previde collegamenti a turno dagli stadi con segnalazioni immediate per eventi di particolare rilievo (reti segnate, rigori, espulsioni e altro) da ogni campo. Lo studio centrale del programma si trovava originariamente nella sede Rai di Milano, in corso Sempione 27, e la conduzione fu affidata a Roberto Bortoluzzi. Alla fine del primo decennio del XXI secolo lo studio centrale fu spostato negli studi Rai di Saxa Rubra a Roma, con la conduzione affidata a Massimo De Luca, dopo il pensionamento di Bortoluzzi.
Fino alla stagione 1968-69, il programma non copriva le ultime quattro giornate del campionato di Serie A. Dalla stagione 1969-70, la Rai ha ottenuto l'autorizzazione per trasmettere tutte le giornate. Dal 1977-78, la trasmissione ha iniziato a coprire l'intera partita: il primo tempo su Domenica Sport su Radio2 e il secondo tempo sul programma principale, con Mario Giobbe alla conduzione. In seguito, si è estesa anche alla Serie B, alla quale in caso di riposo della serie A, è dedicata la trasmissione. Dal 1981-82, è stata trasmessa anche in FM in stereofonia su RaiStereoDue e RaiStereoUno. Nel 1990, su proposta di Giobbe, i primi e secondi tempi sono stati unificati in un'unica trasmissione su varie reti.
Secondo alcune fonti, il picco massimo di audience per un episodio risale al 20 maggio 1973, nell'ultima giornata di campionato. In quella particolare occasione, il Milan si trovava in testa alla classifica e sembrava già prossimo a conquistare lo scudetto. Tuttavia subì una cocente sconfitta a Verona, aprendo la possibilità di uno spareggio con la Juventus che stava pareggiando all'Olimpico con la Roma. Nel frattempo, anche la Lazio aveva l'opportunità di raggiungere la vetta vincendo contro il Napoli, ma perdette l'incontro. Il momento clou della trasmissione si verificò al minuto 87', quando la voce di Sandro Ciotti da Roma annunciò il gol vincente di Cuccureddu, calciatore della Juventus, che consegnò lo scudetto ai bianconeri. Si stima che ben 23 milioni di ascoltatori abbiano seguito la radiocronaca di quell'episodio.
I radiocronisti furono esclusivamente di sesso maschile fino al 1988, quando debuttò la giornalista Nicoletta Grifoni.
Undici le voci della trasmissione che, nel corso degli anni, hanno avuto la possibilità di annunciare in diretta uno scudetto: sono quelle di Enrico Ameri, Sandro Ciotti, Beppe Viola, Everardo Dalla Noce, Carlo Nesti, Riccardo Cucchi, Bruno Gentili, Livio Forma, Francesco Repice, Emanuele Dotto e Giovanni Scaramuzzino.
Il 15 settembre 2007, la trasmissione fu trasmessa da Saint Vincent in occasione della premiazione con la Grolla d'oro come miglior programma sportivo radiofonico dell'anno.
Il 18 novembre 2007, a seguito dello stop dei campionati di Serie B e C per la morte di Gabriele Sandri e del riposo della Serie A per gli impegni della Nazionale, furono trasmesse nove partite di Serie D. Una situazione simile si verificò il 6 gennaio 2008, con collegamenti da campi di Serie D, poiché i campionati maggiori erano fermi per la sosta natalizia. La trasmissione andò in onda anche il 4 febbraio 2007, nonostante la sospensione del campionato per gli scontri dopo Catania-Palermo che portarono alla morte dell'ispettore Filippo Raciti, con interviste a figure sportive per promuovere un comportamento più corretto negli stadi.
Sabato 10 ottobre 2009, complice la sosta della A per le Nazionali e lo spostamento della B alla domenica, per la prima volta la redazione radiocronache della Rai si occupò del racconto in diretta di una gara del Campionato di calcio femminile, Lazio - Chiasiellis; il radiocronista fu Antonio Monaco.
Il 10 gennaio 2010 la trasmissione festeggiò il suo mezzo secolo di calcio alla radio: nella puntata speciale di quel giorno, dopo le rievocazioni e le emozioni andate in onda nei giorni precedenti, il cinquantesimo compleanno venne onorato con una scaletta d'eccezione con quattro voci storiche, quali Claudio Ferretti, Enzo Foglianese, Ezio Luzzi e Nicoletta Grifoni, che tornano al microfono. Prima della puntata numerosi gli interventi di personaggi del mondo del calcio e dello sport, nonché degli stessi ascoltatori, per celebrare l'anniversario. Ecco la serie degli interventi della storica puntata del 10 gennaio: In conduzione da Saxa Rubra Alfredo Provenzali con Filippo Corsini; ai microfoni, da Firenze per Fiorentina-Bari Riccardo Cucchi e Claudio Ferretti, da Napoli per Napoli-Sampdoria Carlo Verna e Enzo Foglianese, da Genova per Genoa-Catania Emanuele Dotto e Ezio Luzzi, da Livorno per Livorno-Parma Giuseppe Bisantis e Nicoletta Grifoni, da Bologna per Bologna-Cagliari Tonino Raffa, da Udine per Udinese-Lazio Livio Forma e da Palermo per Palermo-Atalanta Roberto Gueli. Quella puntata è anche andata in onda eccezionalmente in contemporanea sul canale tv Rai News 24: in questa occasione i colleghi Roberto Gueli e Tonino Raffa, hanno omaggiato due scomparsi inviati, Nicolò Carosio e Piero Pasini.
Domenica 18 aprile 2010, la trasmissione è andata eccezionalmente in onda dagli studi RAI di Genova a causa del caos dei voli che ha impedito al conduttore di raggiungere Saxa Rubra e a numerosi inviati i campi.
Domenica 15 maggio 2011 la trasmissione è andata in onda eccezionalmente dagli studi Rai di via Verdi a Torino per permettere al conduttore Alfredo Provenzali di essere presente alla Fiera del Libro di Torino in occasione della giornata dedicata da questa manifestazione alla letteratura sportiva, con un occhio di riguardo al libro celebrativo dei 50 anni di Tutto il calcio minuto per minuto, "Clamoroso al Cibali". Domenica Sport ha effettuato in quello stesso pomeriggio collegamenti con la Fiera del Libro, con lo stesso Provenzali assieme al collega Carlo Albertazzi. Il 10 gennaio 2020 la trasmissione celebra il suo sessantesimo compleanno con uno speciale dal vivo condotto da Savino Zaba e Filippo Corsini e in onda su Rai Radio 1 e su RaiPlay.
In seguito alle modifiche apportate al calendario della Serie A, il format della trasmissione è stato adattato per far fronte ai nuovi orari delle partite, che non si disputano più solo la domenica pomeriggio, come avveniva in origine. Le gare vengono ora programmate anche il sabato pomeriggio (alle 15:00 e alle 18:00), il sabato sera (alle 20:45), la domenica mattina (alle 12:30), la domenica sera (alle 20:45) e, in alcuni casi, il lunedì sera (alle 20:45). Tali cambiamenti hanno comportato l'inclusione delle partite di Serie B e aggiornamenti in diretta sugli incontri dei principali campionati esteri.

### La sigla
Dal debutto fino alla Riforma della RAI del 1975, il programma non ebbe una sigla musicale: era introdotto semplicemente dagli annunciatori della sede Rai di Milano, che presentavano lo sponsor, un brandy prodotto da una nota marca di liquori di Trieste; al termine, gli stessi annunciatori utilizzavano l'espressione divenuta in breve tempo famosa
L'ultima frase, in seguito, venne modificata in "Augurategli miglior fortuna, sempre con...".
Dal 24 ottobre 1976 al 12 giugno 1983 fu utilizzato un frammento di Caravan nella versione di Eumir Deodato, per poi passare, dall'11 settembre 1983 al 21 giugno 1987, al brano A Taste of Honey di Herb Alpert & the Tijuana Brass. Dal 13 settembre 1987 al 26 maggio 1997, dopo il passaggio della conduzione da Bortoluzzi a De Luca, il brano fu sostituito da un motivo composto appositamente da Mauro Lusini. Dopo l'addio alla conduzione di De Luca e il passaggio del testimone nelle mani di Provenzali è stato reintrodotto A Taste of Honey come sigla, che ancora oggi introduce il programma.

## Conduttori
- 1960-1987 Roberto Bortoluzzi; occasionalmente sostituito prima da Adone Carapezzi e poi da Massimo Valentini e Claudio Ferretti
- 1987-1992 Massimo De Luca; si alternavano al suo fianco Paolo Carbone, Rino Icardi e Luigi Coppola. Sostituito poi da Alfredo Provenzali, in data sabato 14 aprile 1990.
- 1992-2012 Alfredo Provenzali, affiancato da Luigi Coppola e in seguito da Filippo Corsini (e per brevi periodi anche da Giulio Delfino, Ezio Luzzi, Maurizio Isita, Ugo Russo e Paolo Zauli). Sostituì temporaneamente l'allora attuale conduttore Massimo De Luca in data sabato 14 aprile 1990.
- 2012-oggi Filippo Corsini, già conduttore dal 2005 dell'edizione del sabato dedicata alla Serie B.
- 2019-Filippo Corsini per la Serie A e Massimiliano Graziani per la Serie B.

## Radiocronisti

### Ex radiocronisti storici
- Nicolò Carosio (voce storica del calcio prima in radio, poi in tv, è stato il primo a intervenire da un campo nel corso di Tutto il calcio minuto per minuto: era l'inviato a Milano per Milan-Juventus, campo principale del primo numero della trasmissione).[11] Dopo quella volta, però, non volendo dividere il microfono con altri colleghi decise di abbandonare la trasmissione.
- Alfredo Provenzali (dal 1966 al 2012; oltre a essere stato il conduttore e a tenere i collegamenti, seguiva anche le partite di pallanuoto, il nuoto e il ciclismo).[12]
- Enrico Ameri (prima voce dal 1960 al 1991).[13]
- Sandro Ciotti (dal 1960 al 1996; seguiva principalmente Roma e Lazio negli anni sessanta, poi divenne seconda voce, infine prima voce dopo il ritiro di Ameri).[14]
- Riccardo Cucchi (dal 1982 al 2017; ha iniziato seguendo negli anni ottanta il Campobasso, poi prima voce dal 1995 al 2017 nonché caporedattore dello sport al Giornale Radio Rai. Il 12 febbraio 2017 commenta l'ultima partita da San Siro, Inter-Empoli)[15]
- Emanuele Dotto (voce storica di Genova, voce del ciclismo e in passato di vari altri sport, inviato e conduttore di Sabato Sport. Dal 2016 fino al pensionamento, avvenuto nel 2019, è stato nel cast fisso di Quelli che il calcio nel ruolo di commentatore tecnico).[16]
- Claudio Ferretti (dal 1968 terza voce in scaletta, fino al suo passaggio in TV nel 1988)
- Adone Carapezzi (solo negli anni sessanta, trasmetteva da Milano seguendo sia il Milan che l'Inter – radiocronista anche di ciclismo)
- Ezio Luzzi (storica voce della Serie B dal 1962 al 2000, torna al microfono il sabato pomeriggio per il punto sul "campionato cadetto" nella stagione 2011-2012)
- Piero Pasini (seguiva principalmente il Bologna e le altre squadre emiliano-romagnole; deceduto nel 1981 dopo il gol di Eraldo Pecci durante la partita Bologna-Fiorentina)
- Enzo Foglianese (dal 1970 al 23 dicembre 1995; ha fatto anche parte, con Claudio Ferretti, Giacomo Santini e Alfredo Provenzali, del quartetto che seguiva per la radio il Giro d'Italia)
- Gianfranco Pancani (commentava la Fiorentina, il Pisa e le altre squadre toscane negli anni sessanta e settanta; era anche radiocronista di motociclismo e di pallavolo, sport che commentò saltuariamente anche in TV)
- Massimo Valentini (solo negli anni sessanta; anche storico volto televisivo e anchorman del TG1)
- Beppe Viola (voce fissa negli anni sessanta e settanta; anche scrittore e storico inviato de La Domenica Sportiva)
- Andrea Boscione (trasmetteva principalmente da Torino)
- Nico Sapio (trasmetteva da Genova; telecronista di nuoto, morì il 28 gennaio 1966 in un incidente aereo a Brema insieme alla Nazionale di Nuoto che si recava nella città tedesca per un meeting internazionale)
- Italo Moretti (trasmetteva da Roma, poi divenne direttore del TG3)
- Luca Liguori (trasmetteva saltuariamente da Roma)
- Italo Gagliano (trasmetteva da Roma, poi passò al TG2)
- Mario Gismondi (trasmetteva da Bari e Foggia fino al 1970, poi direttore del Corriere dello Sport)
- Gustavo Delgado (trasmetteva dalla sede Rai della Puglia, sporadicamente in trasmissione a cavallo degli anni 70-80)[17]
- Marcello Giannini (trasmetteva da Firenze)
- Everardo Dalla Noce (trasmetteva da Ferrara e da Milano fino a metà anni ottanta)
- Emanuele Giacoia (negli anni settanta e ottanta commentava il Napoli, poi il Catanzaro e in alternanza l'Avellino, il Napoli e la Roma)
- Nino Vascon (trasmetteva da Venezia)
- Arnaldo Verri (trasmetteva da Milano)
- Nuccio Puleo (trasmetteva da Catania, poi passò al TG2)
- Cesare Viazzi (trasmetteva da Genova e divenne direttore della sede regionale Rai della Liguria)
- Mario Guerrini (trasmetteva da Cagliari e poi da Milano)
- Ugo Russo (dal 1998 al 2014; radiocronista anche di molte altre discipline sportive, la sua ultima radiocronaca è stata Livorno-Trapani del 12 ottobre)[18]
- Carlo Nesti (voce di Torino negli anni ottanta, poi passato stabilmente in tv)
- Cesare Castellotti (anche volto storico di 90º minuto da Torino)
- Livio Forma (voce storica dal 1980 per le partite più importanti di campionato e coppe, terzo in scaletta tra gli anni novanta e 2000. Ultima radiocronaca nel 2012)
- Tonino Raffa (voce storica dal 1982, soprattutto dai campi di Reggio Calabria e Messina, in seguito alla redazione centrale fino al 2012)
- Bruno Gentili (seconda voce dagli anni novanta al 2007, poi diventato per un periodo telecronista Rai per le partite della Nazionale)
- Andrea Coco (voce storica della Sardegna dai primi anni ottanta, oltre che di discipline olimpiche come scherma e nuoto; in pensione dal 2013)
- Giulio Delfino (tra le principali voci del campionato di calcio di Serie A e cronista della Formula 1. L'ultima sua radiocronaca calcistica è stata Porto-Roma di Champions League del 7 marzo 2019).[19]
- Roberto Gueli (voce del Palermo al 2016, rientra nel 2018 in forza alla redazione centrale. Dal 2019 diventa il nuovo vicedirettore della TGR della Rai)
- Antonello Orlando (tra le voci principali dai primi anni novanta, la sua ultima è stata Cesena-Milan dell'11 settembre 2010, ora a Rai Sport)
- Enzo Delvecchio (storica voce della Puglia dal 1990; ha raccontato anche Olimpiadi, Europei e Mondiali di calcio. La sua ultima radiocronaca è stata Lecce-Sassuolo del 3 novembre 2019)
- Antonio Monaco (voce dell'Abruzzo ma anche inviato in Marche e Romagna, ex seconda voce della Nazionale maggiore. Lascia le radiocronache a partire dalla stagione 2022/2023)
- Rino Icardi (conduceva Domenica sport dalla stagione 1990 - 1991 ed era anche uno dei conduttori più longevi del GR2 fino al 1992)
- Massimiliano Graziani (esordì come seconda voce il 23 settembre 2012 in Lazio-Genoa; Dal 2019 conduttore dell'edizione "Tutto il Calcio Minuto per Minuto Serie B" e Vicecaporedattore)
- Carlo Verna (voce da Napoli dal 1989, segue anche il nuoto, dal 2018 presidente dell'Ordine dei Giornalisti, in pensione dal 2024)
- Umberto Avallone (esordì nel calcio il 14 maggio 2011, saltuariamente seconda voce di anticipi e posticipi, si occupava anche di volley)
- Maurizio Ruggeri (Conduttore di Zona Cesarini fino alla pensione avvenuta l'8 luglio 2023, è stato radiocronista di atletica leggera ed esperto di tennis e ciclismo)
- Paolo Zauli (inviato del motociclismo fino al 2012, quando diventa caposervizio; conduttore della seconda parte di Domenica Sport e, di Palasport)
- Nico Forletta (prima voce del Motomondiale dal 2012 al 2022, è stato curatore dae conduttore di Moto Grand Prix, in alternanza con Paolo Zauli, ora passato alla redazione centrale)

### Attuali

#### Cronisti di calcio e altri sport
- Filippo Corsini (attuale conduttore e caporedattore dello sport al Giornale Radio Rai)
- Giovanni Scaramuzzino (cronista di ciclismo dal 1996, calcio dal 2009, atletica dal 2012, diventa prima voce della trasmissione il 19 febbraio 2017 dopo l'addio di Cucchi)
- Francesco Repice (prima voce della Nazionale maggiore, commenta solitamente anticipi e posticipi di A e la Champions League)
- Giuseppe Bisantis (inizia come redattore della sede Rai di Venezia; voce della Nazionale Under 21, commenta spesso anticipi, posticipi e coppe europee; anche inviato della scherma)
- Massimo Barchiesi (radiocronista di Serie A e B, prima voce della pallacanestro dopo il pensionamento di Gianni Decleva, commenta anche il pugilato)
- Daniele Fortuna (radiocronista di Serie A e B, seconda voce della Nazionale di calcio e voce della pallacanestro, voce dell'atletica leggera dopo il pensionamento di Maurizio Ruggeri Fasciani)
- Manuel Codignoni (Esordio nel 2017, voce di calcio, ciclismo, basket, dal 2018 commenta la Formula 1)
- Diego Carmignani (voce da Cagliari a partire dalla stagione 2014-2015, dal 2017 passa alla redazione centrale)
- Luca Cesaretti (esordio nel 2022, radiocronista di serie A e B, dal 2023 prima voce del motomondiale, saltuariamente anche di sci alpino e volley)
- Massimo Zennaro (voce del Veneto dal 25 gennaio 1998)
- Gianfranco Coppola (voce della Salernitana nei primi anni 2000 e attuale seconda voce di Napoli)
- Antonello Brughini (voce dell'Umbria ma spesso inviato in altre regioni, è stato inviato in motocicletta al Giro d'Italia in sostituzione di Massimo Ghirotto, segue anche la pallavolo)
- Fabrizio Cappella (voce della Campania)
- Antonio Lopez (voce della Calabria)
- Sara Meini (voce di Firenze e della Toscana dal 2012, è la terza donna nella storia della trasmissione dopo Nicoletta Grifoni e Gabriella Fortuna. Saltuariamente commenta anche le squadre lombarde ed emiliane)
- Rita Lucido (giornalista della TGR Liguria, esordisce nell'ottobre 2016 da La Spezia)
- Sebastiano Franco (voce da Udine dal 2014, inviato anche a Venezia e Pordenone)
- Cristiano Piccinelli (ex inviato di Rai Sport. Esordisce il 16 marzo 2019 in serie B con la partita Padova - Perugia, prima voce del ciclismo al Giro e Tour de France)
- Enzo Melillo (voce della Liguria a partire dalla stagione 2015-2016)
- Manlio Mezzatesta (esordisce nel settembre 2016 come nuova voce da Palermo)
- Alessio Maldini (saltuariamente seconda voce in radiocronache serali, prevalentemente da Roma)
- Stefano Tallia (saltuariamente voce dal Piemonte a partire dal 2017-2018)
- Alberto Viazzi (voce saltuaria durante gli anticipi e posticipi di serie A. Dal 2019 è il commentatore delle squadre liguri)
- Luigi Carbone (altra voce dalla Campania a partire dal 2017)
- Giuseppe De Caro (altra voce dalla Campania. Esordisce il 29 Febbraio 2020 da Castellamare di Stabia, per la partita Juve Stabia - Trapani)
- Antonio Gnoni (esordisce il 24 novembre 2019 con la partita Lecce - Cagliari[20], rinviata al giorno successivo a causa del maltempo)
- Dario Giordo (voce del Veneto per la serie B)
- Nicola Zanarini (giornalista della sede RAI di Bologna, esordisce il 29 novembre 2020 con la partita Reggiana-Cremonese. Voce dell'Emilia per la serie B e saltuariamente seconda voce da Bologna per anticipi e posticipi. Commenta anche la pallacanestro
- Antonio Farnè (ex capo redattore della TGR Emilia-Romagna, commenta le gare interne della Spal e della Reggiana)
- Paolo Mastino (giornalista della sede regionale della Sardegna, esordisce come seconda voce in Cagliari-Catania del 10 novembre 2012)
- Iacopo Barlotti (saltuariamente seconda voce per le partite di Serie A)
- Giorgio Matteoli (la voce delle squadre laziali)
- Andrea Taffi (voce della sede Rai delle Marche. Esordisce nella stagione 2022 - 2023, in sostituzione di Antonio Monaco)
- Marco Signorelli (Esordisce nel 2021, voce delle squadre lombarde)
- Giacomo Prioreschi (seconda voce delle squadre laziali, atletica leggera e Formula 1)
- Berardo Aurini (sostituisce temporaneamente Antonio Monaco nella stagione 2020/2021)
- Piero Vitiello (voce delle squadre campane dal 2023)

#### Cronisti di sport vari
- Manuela Collazzo (prima voce del volley dall'estate 2014, dopo il pensionamento di Simonetta Martellini)
- Roberto Antoniutti (voce della pallavolo, si occupa anche di pallacanestro)
- Emilio Mancuso (voce del tennis e dello sci alpino, nel 2013 esordisce anche come cronista calcistico)
- Paolo Pacitti (voce del rugby, saltuariamente è anche radiocronista calcistico. La sua prima apparizione fu il 15 novembre 2009, per la radiocronaca di Modena-Crotone)
- Vito Giannulo (sostituisce Pacitti nelle radiocronache del rugby in cui non è impegnata l'Italia)
- Pierpaolo Rivalta (della redazione di Ancona, segue le squadre marchigiane di basket e volley)
- Ettore De Lorenzo (della redazione della Campania, voce di basket e volley)
- Jurij Bogogna (voce del volley al 2023)

### Ex radiocronisti di varie epoche e conduttori saltuari
- Nando Martellini (tra i collaboratori per l'ideazione iniziale, ma con due sole presenze, il 21 febbraio 1960 e il 2 febbraio 1964; poi in tv)
- Mario Giobbe (storico caporedattore, conduceva la prima parte e il dopo partita su Radio2 quando si chiamava Domenica Sport)
- Luigi Coppola (sardo, radiocronista di ciclismo negli anni ottanta con Ferretti, Provenzali e Foglianese. Negli anni ottanta è stato la voce da Cagliari per il calcio. Dal novembre 1991 caporedattore dei radiocronisti fino al giugno 1996)
- Paolo Carbone (anche dallo studio centrale di Milano come conduttore di Domenica Sport poi co-conduttore dal 1990)
- Mauro Carafa (in passato voce della B e poi bordocampista per anticipi e posticipi, ha seguito la pallacanestro, è stato anche la voce del Campobasso)
- Giorgio Specchia (voce della liguria, dopo l'addio alle radiocronache di Tarcisio Mazzeo. Attualmente è inviato di cronaca per il Tg1)
- Amerigo Gomez
- Tarcisio Mazzeo (la seconda voce di Genova, inviato anche sui campi della Lombardia, dell'Emilia-Romagna e della Toscana e seconda voce di anticipi e posticipi; ultima radiocronaca il 15 marzo 2015 Atalanta-Udinese, ora caporedattore Rai a Torino)
- Nicola Giordano
- Sandro Baldoni
- Ignazio Schino
- Lino Bitto (dal 1992 al 1998. Ora è a Rai International)
- Gianni Decleva (in pensione dopo gli Europei di atletica 2010, storica voce di pallacanestro, sci e atletica)
- Mario Di Cicco (commentava le squadre marchigiane, tra cui l'Ascoli e l'Ancona)
- Paolo Arcella (commentava il Verona e il Lanerossi Vicenza, poi diventò conduttore del TG3 per la sede Rai del Veneto)
- Niky Pandolfini (voce del Catania e nel 2016 anche del Palermo e del Trapani)
- Francesco Marino (voce da Torino)
- Giancarlo Trapanese (giornalista Rai e autore di libri)
- Paolo Paganini (era la voce del Genoa e della Sampdoria)
- Gabriele Pasini (commentava le partite emiliane, attualmente lavora a 90º minuto ed è corrispondente da vari stadi emiliani)
- Federico Calcagno (dal 1992 al 1999, poi a Rai Sport)
- Massimo Carboni (voce storica di Tuttobasket, ha seguito 6 Mondiali di calcio, soprattutto in veste di conduttore, e 5 Olimpiadi. È andato in pensione subito dopo l'Europeo 2008)
- Giampaolo Mauro (saltuariamente voce della Triestina)
- Beppe Muraro (saltuariamente voce del Verona e del L.R. Vicenza)
- Paolo Piras (sostituisce saltuariamente Andrea Coco per le partite interne del Cagliari)
- Domenico Marcozzi (voce del Pescara, esperto anche di rugby)
- Carlo Albertazzi (conduceva saltuariamente da Roma - Saxa Rubra come secondo conduttore, poi saltuariamente conduttore di turno della pagina sportiva del Giornale Radio Rai dal 1991 al 1996)
- Michele Peragine (a lungo voce del Foggia, attualmente è al TGR Puglia)
- Stefano Tura (era la voce del Bologna Calcio, ora è direttore della sede Rai di Bologna)
- Maurizio Calligaris (commentava l'Udinese ai tempi di Zico)
- Manfredi Renda (commentava squadre romane, attualmente è il curatore di Rai Sport)
- Renzo Trotta (commentava squadre liguri, e di volta in volta anche squadre emiliane e lombarde)
- Enzo Creti (commentava squadre lombarde, e nel 1992 di solito trasmetteva da Roma)
- Franco Iusco (commentava il Taranto e il Lecce)
- Tino Zava (commentava l'Udinese, sotto la guida di Alberto Zaccheroni)
- Andrea Fusco (era per qualche volta la voce essenziale della Roma e della Lazio, tra il 1993 e il 1995. Ora è a Rai Sport)
- Italo Kuhne (commentava il Napoli, la Nocerina e la Cavese)
- Maurizio Busato (voce ufficiale dal Veneto. Esordisce alle radiocronache in data domenica 25 gennaio 1987 durante la partita L.R. Vicenza - Lazio, terminata 0 a 0)
- Gianfranco Mazzoni (attuale telecronista di Formula 1)
- Alfredo Gonella (commentava il Verona)
- Antonio Ravel (commentava il Napoli e l'Avellino)
- Luigi Tripisciano (commentava il Palermo, poi è stato radiocronista di Formula 1)
- Nanni Besostri (fu la voce della Fidelis Andria)
- Santi Trimboli (un'altra voce storica dalla Calabria)
- Mario Cobellini (commentava le squadre romagnole come il Cesena e il Rimini)
- Mario Vannini (commentava il Palermo e il Catania)
- Sandro Petrucci (commentava la Roma e la Lazio, giornalista esperto anche in tv)
- Marcello Favale (voce del Lecce)
- Giampiero Bellardi (commentava il Bari e anche il Barletta. Ora è vicedirettore di Rai Sport)
- Gianni Pietrosanti (commentava il Palermo dal 1985 al 1997)
- Pino Scaccia (commentava l'Ascoli, la Sambenedettese e qualche volta Milan e Inter. Ora è inviato speciale del TG1)
- Mario Montanari (volto del TG2, dall'estate 2012 alla redazione sportiva del GR1)
- Claudio Cojutti (commentava l'Udinese e a volte la Triestina)
- Maurizio Romano (commentava il Napoli, l'Avellino, la Salernitana e la Casertana)
- Giovanni Marzini (era la voce dell'Udinese. Ora è caporedattore della sede regionale di Trieste).
- Ennio Bellucci (un tempo la voce del Castel di Sangro)
- Claudio Valeri (commentava le squadre lombarde. È uno storico volto del TG2, nel ruolo di caporedattore)
- Giovanni Stefani (un tempo commentava le partite del L.R. Vicenza e delle altre squadre venete)
- Francesco Pancani (attuale telecronista Rai di Ciclismo, dopo esserlo stato per anni della Pallavolo)
- Mino Farolfi (inviato sui campi dell'Emilia-Romagna)
- Riccardo Giacoia (voce della Calabria)
- Lorenzo Maria Caffè (era un esordiente negli anni novanta, attualmente lavora al TGR Toscana)
- Antonello Profita (voce dell'Ascoli, ora alla sede Rai del Veneto).
- Pierpaolo Cattozzi (a lungo inviato a seguito del Parma, in seguito collabora con emittenti private)
- Enzo Baldini (voce dalla Toscana come secondo in anticipi di A)
- Barnaba Ungaro (ex conduttore della trasmissione Zona Cesarini. Ora è redattore della sede Rai del Veneto. Fa la sua prima comparsa a "Tutto il calcio minuto per minuto" il 23 maggio 2010, commentando Cittadella-Crotone 4-0)
- Gianni Porcelli (voce dell'Avellino)
- Marco Fantasia (esordisce come seconda voce il 9 maggio in Sampdoria-Reggina, e poi nella scaletta di Tutto il calcio il 24 maggio 2009 in Sampdoria-Udinese. Dal 2012 è passato a Rai Sport, come voce di alcune partite di Serie A della Pallavolo maschile e femminile).
- Fabrizio Noli (radiocronista solo per una partita nel 2001, già giornalista della redazione economica del GR1 ora alle rubriche religiose)

### Radiocroniste
- Nicoletta Grifoni (voce storica della pallavolo)
- Doriana Laraia (ex commentatrice ufficiale del tennis e dell'atletica leggera, ora al TG2)
- Simonetta Martellini (ex voce ufficiale del volley ed ex conduttrice di Palasport)
- Gabriella Fortuna (voce essenziale dell'Udinese, giornalista della TGR Friuli Venezia Giulia)
- Sara Meini (voce attuale dalla Toscana per il calcio)
- Maria Pia Zorzi (voce della pallavolo e in sporadiche circostanze anche della pallacanestro da Treviso)
- Manuela Collazzo (nel gruppo dei radiocronisti di Palasport)
- Rita Lucido (giornalista della TGR Liguria, esordisce nell'ottobre 2016 da La Spezia)